# Wijnetiket

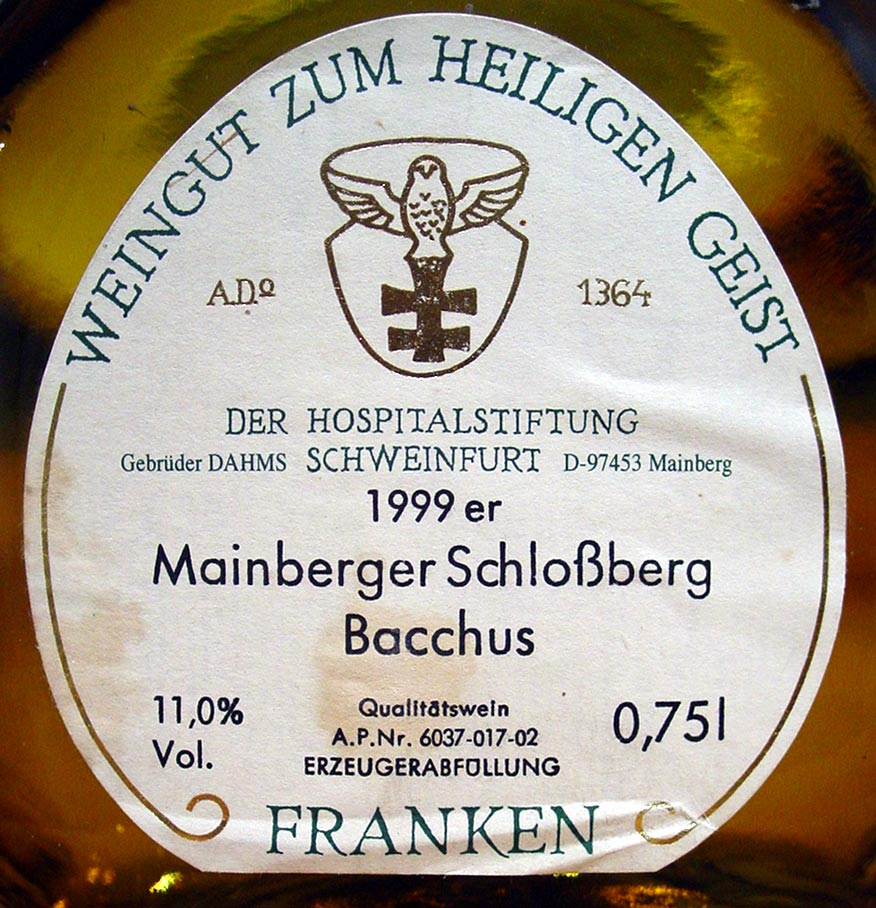
Een wijnetiket.

Een wijnetiket is een etiket dat de consument informeert over de inhoud van een fles met wijn. Omdat de term “wijn” een algemene uitdrukking is en de variëteiten enorm divers, is de vermelde productinformatie vaak uitgebreid en specifiek. Naast herkomst, importeur, handelaar, de te verwachten smaak, inhoud, alcoholpercentage enz., zal de producent of handelaar ter promotie een bepaalde sfeer hierbij willen uitdrukken.

## Achtergrond
Als je een fles wijn koopt, weet men niets meer dan wat het wijnetiket vermeldt. De fles verraadt zijn inhoud niet en laat zelfs niet de minste geur ontsnappen.
Het etiket is voor de consument een belangrijke bron van informatie. De wijnproducent beschouwt het etiket als een verkoopelement. Steeds meer komt de nadruk te liggen op het creëren van een bepaalde sfeer rond een product. Het promotionele aspect op etiketten krijgt ook meer kans juist door de technische vernieuwingen op druk- en verpakkingsvlak.

## Geschiedenis van het wijnetiket
Tot zo'n 200 jaar geleden werd wijn vervoerd in vaten, of hij bleef in de regio waarin hij was gemaakt. In die tijd was er weinig reden voor het bestaan van wijnetiketten. Vanuit de vaten werd het in een karaf geschonken. Opvallend genoeg was er duizenden jaren geleden toch al een vorm van wijnetikettering in gebruik, als we het woord etiket ruim interpreteren.
Het oudste 'etiket' dat ooit is teruggevonden is een 6000 jaar oud Babylonisch cilindervormig zegel dat bedoeld was om een amfora te merken. Heel toepasselijk, en net als we nu nog vaak zien, staat er een groep vrolijke mensen op afgebeeld, die nog vrolijker wordt dankzij het gegiste druivensap.
Andere cilinders en zegels uit deze periode laten zien dat ook de Egyptenaren wijn konden maken, en laten zien hoe amfora's werden gemerkt. Amfora's zelf, zijn er niet bewaard gebleven. Zo komt het dat we het bewijs dat de identiteit van een wijn net zo belangrijk was als de smaak aan de Grieken en de Romeinen danken. De Romeinen bedrukten hun amfora's met de naam van de wijn en de naam van de consul onder wiens regering hij was gemaakt. En, als we Plinius de Jongere mogen geloven, namen sommige wijnmakers al de moeite om verschillende cuvées van elkaar te scheiden.
Maar, tot ongeveer de twintigste eeuw werd wijn vervoerd in vaten en was er weinig reden om flessen te etiketteren. Vaak ging de wijn rechtstreeks uit het vat in het glas. Hoewel de vaten wel merktekens hadden, werd hier nonchalant mee omgegaan. Vaak leidde de naam eerder tot de verkoper dan de oorsprong van de wijn. 
In de Middeleeuwen werd wijn geserveerd in aardewerk flessen. Tussen de 13e en de 16e eeuw werd de kwaliteit van deze flessen steeds beter, maar de naam van de wijn werd er niet op vermeld. Dat had ook weinig zin, want de flessen werden voortdurend hergebruikt. Deze flessen zijn eerder de voorlopers van onze decanteerkaraffen dan van de moderne wijnfles.
Vanaf de late 15e en 16e eeuw werd het mogelijk om versiering en belettering op de flessen aan te brengen. De 'Lambeth jugs' die in Engeland werden geproduceerd tussen 1639 en 1672 laten zien dat vier soorten wijn populair waren: Claret, Whit, Rhenish en Sack. Daarnaast blijkt dat men wijnjaren onderscheidde, zoals te zien is op de '1641 Rhenish' die in het British Museum wordt bewaard.
Later werd de opdruk vervangen door zilveren en emaillen wijnlabels die om de fles werden gehangen. In de 18e en 19e eeuw waren deze vooral in Engeland in gebruik.
Het oudste bewijs van een papieren wijnetiket vinden we in Duitsland op een oude fles in het Pfalz-Museum in Speyer. Op het handgeschreven etiket staat "Steinwin, 1631er". Toch wordt de authenticiteit wat in twijfel getrokken door een fraaie gelithografeerde kroon die bovenaan het etiket is gedrukt (lithografie werd pas in 1798 uitgevonden).
Bij Moët en Chandon kun je flessen bekijken met als etiket "Mousseux Claude Moët", 1741 en 1745. De flessen zijn 200 jaar oud, maar, zoals de Belgische auteur Georges Renoy schrijft in zijn 'Les etiquettes du vin" lijkt het handschrift eerder 19e-eeuws.
Het eerste zekere bewijs van handgeschreven etiketten zijn drie flessen met de etiketten "Gin", "Burgundy" en "Champagne", die afgebeeld worden in 'An Election Entertainment' (nr. 1) van William Hogarth uit 1755. Toch was dit soort etikettering waarschijnlijk zeldzaam. Er zijn verder geen wijnetiketten uit die tijd bewaard gebleven.
Oude wijnetiketten kan men bekijken in het Musée du vin in Beaune. Ze zijn uit 1798, en twee flessen zijn uit 1800 uit Pauillac. De etiketten zijn gedrukt, maar het jaar is handgeschreven. Verder is er een "Liebfrauenmilch" uit hetzelfde jaar. De wijnmaker hiervan, Theodor Brass, had de 18 voorgedrukt zodat hij de twee nullen met de hand kon invullen. Dit etiket is waarschijnlijk een van de eerste gelithografeerde etiketten.
Vanaf 1830 kwamen er in Duitsland steeds meer etiketten en ontstonden er verschillende stijlen. Vanaf circa 1850 werden ze ook in Champagne populair. Deze Champagne-etiketten werden trendsettend voor de etiketten van de 19e en 20e eeuw.
De volgende stap was de grote stijging van de verkoop van gebottelde wijn. Bij Champagne was dit al gebruikelijk, maar nu werd ook in Bordeaux op de chateaus gebotteld. De industriële revolutie zorgde voor een nieuwe klasse van wijndrinkers waardoor de afzet werd vergroot.
Deze etiketten waren nog niet gebonden aan regelgeving. Dit gebeurt in de eerste helft van de 20e eeuw. Toen werden in verschillende landen wijnregio's officieel omschreven. Dit kreeg natuurlijk zijn weerslag op de etiketten. Tegenwoordig is er Europese regelgeving die gedetailleerd voorschrijft welke informatie het etiket moet bevatten.

## Vermeldingen op het wijnetiket
Het systeem voor de classificatie van wijn is verschillend per land en is niet overal ter wereld hetzelfde. Er zijn landen waar de indeling gemaakt wordt naar streken en gebieden. In sommige landen kan het gebeuren dat men alleen aangeeft van welk jaar een bepaalde wijn is. 
Reeds geruime tijd moet volgens de Europese en nationale wetgeving er een uitgebreide etikettering worden aangebracht die beperkt is tot simpele doch belangrijke informatie.
Zo lang elke lidstaat zich hieraan houdt, is hij vrij een eigen classificatiesysteem te gebruiken.
Volgens deze reglementering moet er op het etiket minstens het volgende staan :
- om welk type wijn het gaat (bijvoorbeeld ‘vin de pays, vin de table, AOC),
- de naam en adres van de wijnproducent, bottelaar of verkoper,
- de naam van het land van oorsprong,
- de inhoud (de hoeveelheid zonder verpakking, bijvoorbeeld 75 cl),
- het alcohol-volumegehalte voor dranken met een gehalte hoger dan 1,2%. Het vermelde alcohol-volumegehalte mag hoogstens 0,5 volumeprocent afwijken van het werkelijke gehalte. Elke vermelding van het alcoholgehalte anders dan in volumeprocent uitgedrukt is verboden.

De vrije informatie wordt overgelaten aan de wijnproducent zelf. De meest gebruikelijke supplementaire gegevens kunnen zijn: 
- naast het type wijn mag men ook vermelden : "brut", "demi-sec", ...
- het wijnjaar,
- de gebruikte druiven, afhankelijk van het feit of de druivensoort bepalend is voor het type wijn,
- de naam van diegene die bij de handel betrokken is, bijvoorbeeld uitgekozen door …. (Sélectionné par ….), ingevoerd door ….(Importé par ….),
- medailles of andere prijzen die aan de wijn toegekend zijn,
- adviezen voor het gebruik (bijvoorbeeld koel serveren).
- adviezen over de houdbaarheid (bijvoorbeeld nu drinken of nog twee jaar bewaren)

Bovendien moet volgens de Belgische wet, het etiket opgesteld zijn in de taal (talen) van de streek waar het product verkocht wordt.
De verplichting van de aanduiding van de datum van minimale houdbaarheid is niet verplicht voor wijn, likeurwijn en vruchtenwijn.

## Wijnetiketten verzamelen
Wijnetiketten verzamelen is voor sommigen een hobby. Op de etiketten kunnen heel wat verschillende afbeeldingen worden teruggevonden. Voorbeelden hiervan zijn: architectuur, auto’s, bloemen, dans, dieren, glasramen, hoofddeksels, klederdracht, kunst, religie, schildpadden, treinen, uilen, voornamen, vuurtorens. 
Door de wijnetiketten zo te groeperen, bekomt men een thematische verzameling van wijnetiketten.
Wijnetiketten kunnen ook per land of regio verzameld worden, zoals België, Luxemburg, Malta en Zuid-Afrika.
Zowel in Nederland als België bestaat een vereniging van verzamelaars van wijnetiketten: 
- Nederland: Vinografia
- België: BFO/FBO

## Gebruikte literatuur
- Robert Joseph: 'The art of the wine label', Quarto Publishing, Chartwell Books, New Jersey, 1988. ISBN 1-55521-298-0.